# Aday Ercan
Aday Ercan (* 24. August 2000) ist ein deutsch-türkischer Fußballspieler.

## Karriere
Aday Ercan begann seine Karriere beim SV Heide Paderborn als defensiver Mittelfeldspieler und wechselte im Jahre 2011 in die Jugendabteilung des SC Paderborn 07. Ercan durchlief sämtliche Jugendmannschaften des Paderborner NLZ und absolvierte in der Saison 2017/18 erstmalig Spiele in der A-Junioren-Bundesliga. Am Saisonende wechselte er in die Jugendabteilung des SC Wiedenbrück. Noch als A-Jugendlicher debütierte er am letzten Spieltag der Regionalligasaison 2018/19 in der ersten Mannschaft des SC Wiedenbrück und erzielte wenige Minuten nach seiner Einwechselung ein Tor. Kurz darauf rückte er in den Kader der ersten Mannschaft auf, die gerade in die Oberliga Westfalen abgestiegen war. Dort erkämpfte Ercan sich einen Stammplatz und erzielte in der Oberligasaison 2019/20 in 21 Spielen neun Tore. Der SC Wiedenbrück schaffte den direkten Wiederaufstieg in die Regionalliga West. 
Aday Ercan wechselte daraufhin zur zweiten Mannschaft von Borussia Dortmund in die Regionalliga West. Mit den Dortmundern wurde Ercan in der Saison 2020/21 Meister und schaffte den Aufstieg in die 3. Liga. In der Saison 2021/22 wurde Aday Ercan an den West-Regionalligisten SV Rödinghausen verliehen und gewann mit seiner Mannschaft den Westfalenpokal 2022 im Elfmeterschießen gegen Preußen Münster. Zur Saison 2022/23 kehrte Ercan nach Dortmund zurück und gab am 1. Oktober 2022 sein Profidebüt, als er im Spiel gegen den TSV 1860 München in der 81. Minute für Michael Eberwein eingewechselt wurde.
Im Sommer 2023 wechselte Ercan zum Wuppertaler SV. Zum 1. Juli 2024 wechselte er zu Zweitliga-Absteiger VfL Osnabrück. Im Februar 2025 wurde er zurück an den Wuppertaler SV verliehen. Nach dem Ende der Leihe verließ er auch seinen Stammverein in Osnabrück.

## Erfolge
- Meister der Regionalliga West und Aufstieg in die 3. Liga: 2021
- Meister der Oberliga Westfalen und Aufstieg in die Regionalliga West: 2020
- Westfalenpokalsieger: 2022